# Jean M'Buyu
Jean Mbuyu (Congo-Kinshasa, 10 oktober 1935 – Lokeren, 16 augustus 2014) was een Congolees-Belgisch voetballer.

## Carrière
Mbuyu speelde zijn hele carrière voor Racing Club Lokeren, het latere SK Lokeren. De club speelde in die tijd in de lagere nationale reeksen.
Zijn zoons zouden hem overtreffen. Dimitri M'Buyu schopte het tot Rode Duivel, zijn andere zoon Didier M'Buyu speelde onder meer bij SV Waregem en SK Lokeren.
Mbuyu overleed in 2014 op 78-jarige leeftijd.